# Nelly Söregi-Wunderlich
Cornelia Söregi-Wunderlich (* 19. März 1932 in Budapest; † 5. Januar 2004 in Hamburg) war eine ungarische Geigerin und Professorin.
Nelly Söregi-Wunderlich hatte an der Hochschule für Musik und Theater Hamburg bis 1997 eine Hauptfach-Professur für Violine inne und war verheiratet mit dem Organisten Heinz Wunderlich.

## Künstlerische Ausbildung

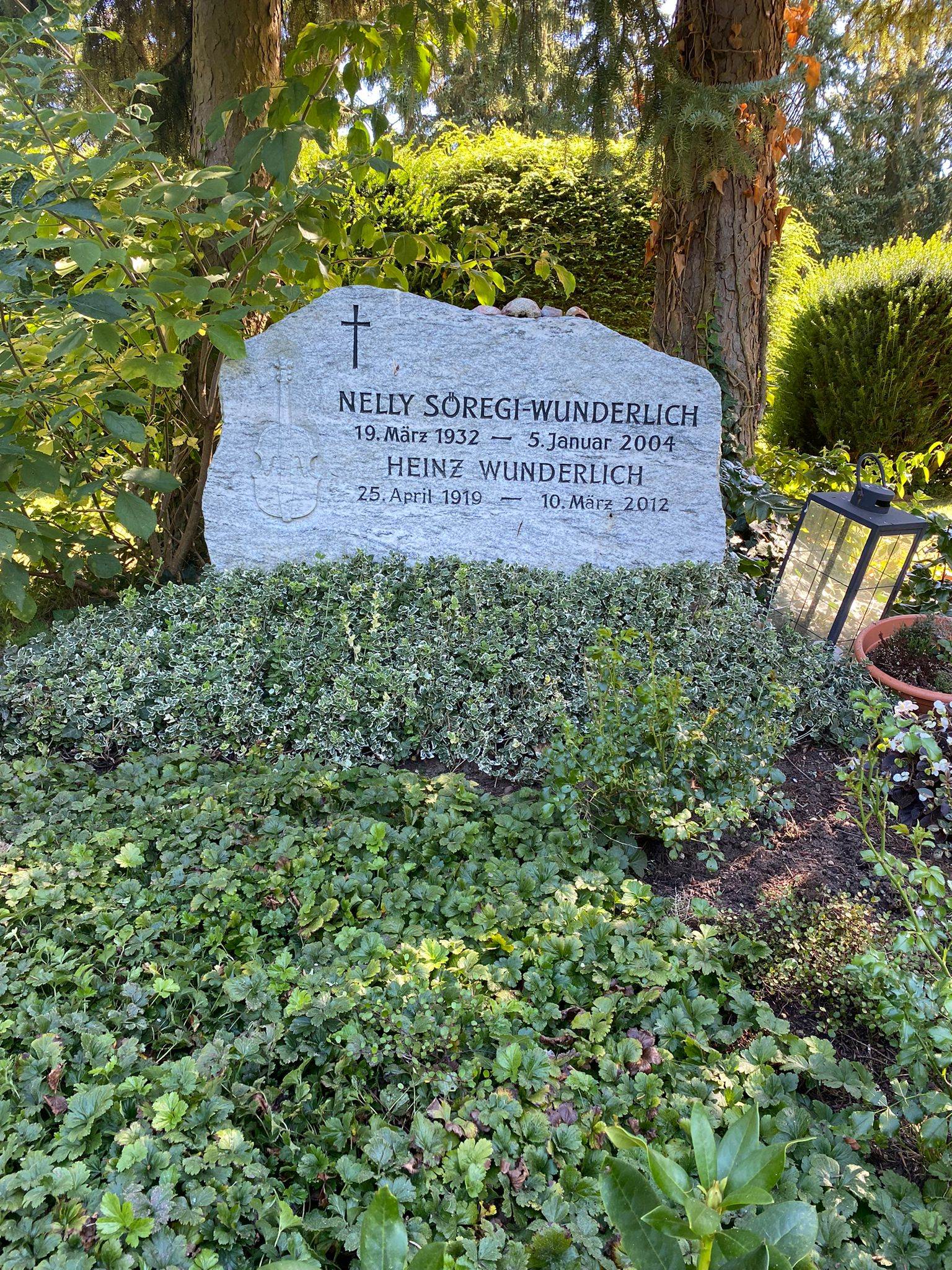
Grabstätte auf dem Friedhof in Großhansdorf

Die Ungarin Nelly Söregi begann bereits mit sechs Jahren ihr Geigenstudium, zunächst am Konservatorium und der Musikakademie Budapest. Sie setzte ihre Studien 1945 am Mozarteum in Salzburg fort und absolvierte dort 1952 die Reifeprüfung im Fach Violine mit Auszeichnung. Das Studium bei Tibor Varga an der damaligen Nordwestdeutschen Musik-Akademie Detmold, der heutigen Hochschule für Musik Detmold, war eine weitere Station ihrer künstlerischen Ausbildung. Dort erwarb sie 1957 mit Auszeichnung das Konzertexamen für Violine und den Abschluss als Privatmusiklehrerin. In Detmold erhielt sie auch ab 1958 einen Lehrauftrag für Violine und Kammermusik für Streicher.

## Die Professur
Von 1962 bis 1998 war Nelly Söregi Professorin für Violine an die Hochschule für Musik und Theater Hamburg berufen. In den 36 Jahren ihrer Tätigkeit an der Hochschule trug sie zum Ansehen und dem guten Namen der Hochschule bei. Studierende und Mitglieder des Lehrkörpers schätzten gleichermaßen ihr hohes künstlerisches Niveau als Musikerin, ihr großes Engagement, ihr pädagogisches Geschick und ihr freundliches Wesen.
Schon früh baute sie an der Hochschule neben ihrer Violinklasse ein Kammerorchester auf, dass sie, mit Unterbrechungen, selbst 20 Jahre lang dirigierte und auch zu Konzertreisen führte. Sie wirkte erfolgreich in Gremien der akademischen Selbstverwaltung mit, so u. a. als Sprecherin der Fachrichtung Saiteninstrumente und als Dekanin des Fachbereichs Instrumentalmusik.
Regelmäßig gab sie internationale Meisterkurse in Frankreich, Indien, Manila und in der Schweiz sowie die jährlich stattfindenden Meisterkurse auf Schloss Keszthely am Plattensee in ihrer Heimat Ungarn, ganz in der Nähe ihres Hauses. Aufgrund ihres Engagements für die Werke zeitgenössischer ungarischer Komponisten wurde ihr 1994 die „Artrujus-Medaille“ verliehen.

## Die Interpretin
Neben ihrem Unterricht fand sie Zeit für umfangreiche solistische und kammermusikalische Konzerttätigkeit, unter anderem in Japan, Russland und den USA. Zu ihren musikalischen Vorbildern gehört neben ihren Lehrern vor allem Jascha Heifetz. Ihr expressives ungarisches Temperament, ihre flexible Bogenführung und ihr warmer, kräftiger Geigenton erlaubten ihr Interpretationen von hoher Individualität. In gemeinsamer Arbeit mit ihrem Mann Heinz Wunderlich setzte sie sich besonders für das Repertoire für Violine und Orgel ein. Hervorzuheben ist auch ihr starkes soziales Engagement. Sie unterstützte das Kinderkrankenhaus im ungarischen Matészalka mit Geld- und Sachspenden sowie mehreren Benefiz-Konzerten. Zahlreiche Rundfunkaufnahmen dokumentieren ihr Wirken als beachtenswerte Künstlerin.
| Personendaten    | Personendaten               |
| ---------------- | --------------------------- |
| NAME             | Söregi-Wunderlich, Nelly    |
| ALTERNATIVNAMEN  | Söregi-Wunderlich, Cornelia |
| KURZBESCHREIBUNG | ungarische Geigerin         |
| GEBURTSDATUM     | 19. März 1932               |
| GEBURTSORT       | Budapest                    |
| STERBEDATUM      | 5. Januar 2004              |
| STERBEORT        | Hamburg                     |